# 타무 산괴
타무 산괴(Tamu Massif)는 북서태평양에 있는 해산으로, 중앙 해령의 삼중합점 위에 있다. 타무 산괴는 일본 동쪽으로 약 1,600 km 떨어진 샤츠키 해대에 있다. 이 산괴는 약 553,000 제곱킬로미터 (214,000 mi2)의 면적을 덮고 있다. 정상은 해수면 아래 약 1, 980 m에 있으며, 기저부는 약 6.4 km 깊이까지 뻗어 있다. 높이는 약 4,460 m이다.
휴스턴 대학교 지구대기과학과 소속 해양지구물리학자인 윌리엄 세이거는 1993년경 텍사스 A&M 대학교 지구과학 대학에서 타무 산괴를 연구하기 시작했다. 2013년 9월, 세이거와 연구팀은 타무 산괴가 "지구에서 발견된 가장 큰 단일 순상 화산"이라고 결론지었다. 온통 자바 해대와 같이 지구상에는 더 큰 화성 지형이 있지만, 이이 실제로 하나의 화산인지, 여러 화산의 복합체인지는 아직 결정되지 않았다.

## 어원
타무(Tamu)라는 이름은 텍사스 A&M 대학교의 이니셜을 따서 지어졌다. 이 화산을 연구하는 주요 과학자 중 한 명인 지질학 교수 윌리엄 세이거는 이전에 텍사스 A&M에서 가르치는 일을 했다. 프랑스어로 "거대한"을 의미하는 산괴(Massif)는 거대한 산 또는 단층과 굴곡으로 경계 지어진 지구 지각의 한 부분을 나타낸다.

## 지질학
타무 산괴는 약 1억 4천 5백만 년 전 쥐라기 말기부터 백악기 초기까지 비교적 짧은 기간(수백만 년) 동안 형성된 후 활동을 멈췄다. 타무 산괴는 과학계가 이전에는 지구에서 불가능하다고 생각했던 단일 지질학적으로 짧은 분출 기간 동안 형성되었다. 만약 확인된다면, 단일 화산일 수 있다는 제안은 타무 산괴를 지구에서 알려진 가장 큰 화산으로 만들 것이며, 현재 기록 보유자인 푸하호누를 작게 만들 것이다. 타무의 둥근 돔의 주요 부분은 450x650 km에 걸쳐 있으며, 총 292,500 km2 (112,900 mi2)이 넘는 면적으로, 5,000 km2 (1,900 mi2)의 면적을 가진 마우나로아보다 여러 배 크고, 화성 화산인 올림푸스산의 약 절반 정도이다. 타무의 전체 덩어리는 현무암으로 구성되어 있다. 그 경사는 매우 완만하며, 정상 근처에서 0.5도 미만에서 1도에 이른다. 샤츠키해분의 해양 고원은 캘리포니아주나 일본과 크기가 비슷하지만, 고원의 가장 오래되고 가장 큰 지형인 타무 산괴는 뉴멕시코주 또는 그레이트브리튼섬과 아일랜드섬을 합친 것과 크기가 비슷하다. 2016년 연구에 따르면 타무 산괴가 샤츠키 해분 전체를 포함했을 가능성이 높으며, 이는 타무 산괴가 약 533,000 제곱킬로미터 (206,000 mi2)의 면적을 가지고 올림푸스산을 표면적에서 능가한다는 것을 의미하지만, 두 화산 중 어느 것이 더 큰 질량을 가졌는지는 아직 결정되지 않았다.
고지자기층서를 사용하여 연구자들은 세 개의 수심 고점과 낮은 능선이 있다는 것을 발견했는데, 이는 세 개의 분리된 화산을 의미하는 지형이지만, 플룸 헤드 모델은 단일 거대 화산을 나타낸다. 다채널 지진 단면 및 국제해양시추계획(IODP) 코어 지점의 암석 샘플을 기반으로, 타무 산괴는 화산 중심에서 분출하여 순상 화산 모양을 형성한 용암류로 이루어진 단일 거대 화산으로 보이지만, 단면에는 큰 간격이 있어 하나 이상의 화산 활동을 나타낼 가능성을 남겨두고 있다. 2016년의 후속 연구에서는 이 산괴가 단일 화산의 활동으로 생성되었을 가능성이 높다고 밝혔다. 2015년 연구자는 화산의 구조가 양쪽에 자기 줄무늬 패턴을 가지고 있음을 발견했는데, 이는 화산이 해령과 순상 화산의 혼합체일 가능성이 높다는 것을 나타낸다. 지질학적 데이터에 따르면 타무 산괴가 세 개의 해령의 합류점에서 형성되었음을 시사하며, 이는 매우 특이한 현상이다.
한 연구에 따르면 모호면, 즉 지구 지각과 맨틀 사이의 경계가 타무 산괴 기저부 아래로 30 km 이상 뻗어 있으며, 이는 마그마가 그렇게 두꺼운 장벽을 뚫고 들어갈 수 없으므로 화산이 다시 분출할 가능성이 낮다는 것을 의미한다.

## 같이 보기
- 마우나로아산 – 지구에서 세 번째로 큰 화산. 또한 가장 활발한 화산이자 해수면 위로 뻗어 있는 가장 큰 화산
- 푸하호누 – 지구에서 두 번째로 큰 화산인 푸하호누의 봉우리. 마우나로아산보다 거의 두 배 큰 지구에서 가장 큰 순상 화산
- 환태평양 조산대 – 태평양 가장자리에 있는 화산대
- 타르시스 – 화성의 서반구에 있는 거대한 화산 고원으로, 올림푸스산이 포함된다

## 참고 문헌
- Sager, W., 2014, The Largest Volcano in the World-Mid Pacific Ocean. Education Videos, Houston Geological Society, Houston, Texas